# Johann Adlzreiter von Tettenweis

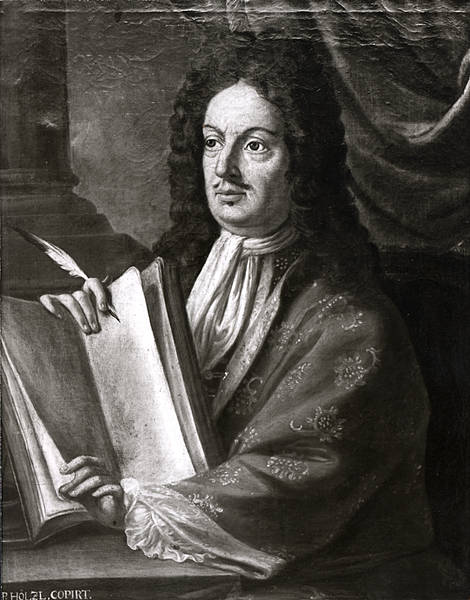
Johann Adlzreiter von Tettenweis

Johann Adlzreiter von Tettenweis (* 2. Februar 1596 in Rosenheim; † 11. Mai 1662 in München) war ein bayerischer Jurist und Politiker.

## Leben
Adlzreiter wurde als Sohn des Nestlermeisters Christoph Adlzreiter und seiner Ehefrau Martha, geborene Berger, in Rosenheim geboren. Nach dem Abschluss am Jesuitengymnasium in München 1615 studierte er an der Universität Ingolstadt Rechtswissenschaften. 1617–1618 war er als Schreiber am Landgericht Pfaffenhofen tätig, da seine Eltern sein Studium nicht mehr finanzieren konnten. Daraufhin nahm ihn der Ingolstädter Professor Kaspar Denich als Famulus in sein Haus auf und verschaffte ihm so die Möglichkeit, sein Studium zu beenden. 1622 erreichte er den Abschluss mit einer Arbeit über die Rechte des Fiskus, die er dem Herzog Wolfgang Wilhelm von Pfalz-Neuburg widmete, der ihn mit einem Wappenbrief belohnte. Danach war er in Straubing als Rechtsanwalt tätig, bis er 1625 von Kurfürst Maximilian I. zum Hofkammerrat berufen wurde. Als Vertrauter des Kurfürsten wurde er noch im selben Jahr Revisionsrat in München und 1638 Leiter des Geheimarchivs; 1639 erhielt er Sitz und Stimme im geheimen Rat, 1643 den Titel eines Geheimrats. 1649 wurde er zum Vizekanzler ernannt; 1650 wurde ihm der Titel Wirklicher Geheimer Kanzler verliehen, verbunden mit der Übertragung einiger Lehnsgüter in Niederbayern. Nach einem von ihnen nannte er sich nun „von Tettenweis“. Nach dem Testament des Kurfürsten wurde er 1651 als Mitglied des Rates bestimmt, der bis zur Volljährigkeit des Kronprinzen Ferdinand Maria die Vormundschaft und Regierung innehatte.
Als Archivar schuf Adlzreiter eine neue Archivordnung, die bis Ende des 18. Jahrhunderts galt.
Johann Adlzreiter starb 1662 im Alter von 66 Jahren in München. Beigesetzt wurde Adlzreiter in der Karmeliterkirche zu München.

## Familie
Adlzreiter war ab 1625 mit Euphrosine Gebhardt, einer Tochter des Straubinger Regierungsrats Georg Gebhardt (auch Gebhard) verheiratet und hatte 14 Kinder. Die Tochter Euphrosine heiratete den Hofkanzler Johann Rudolf von Wämpl.

## Namensgeber für Straßen

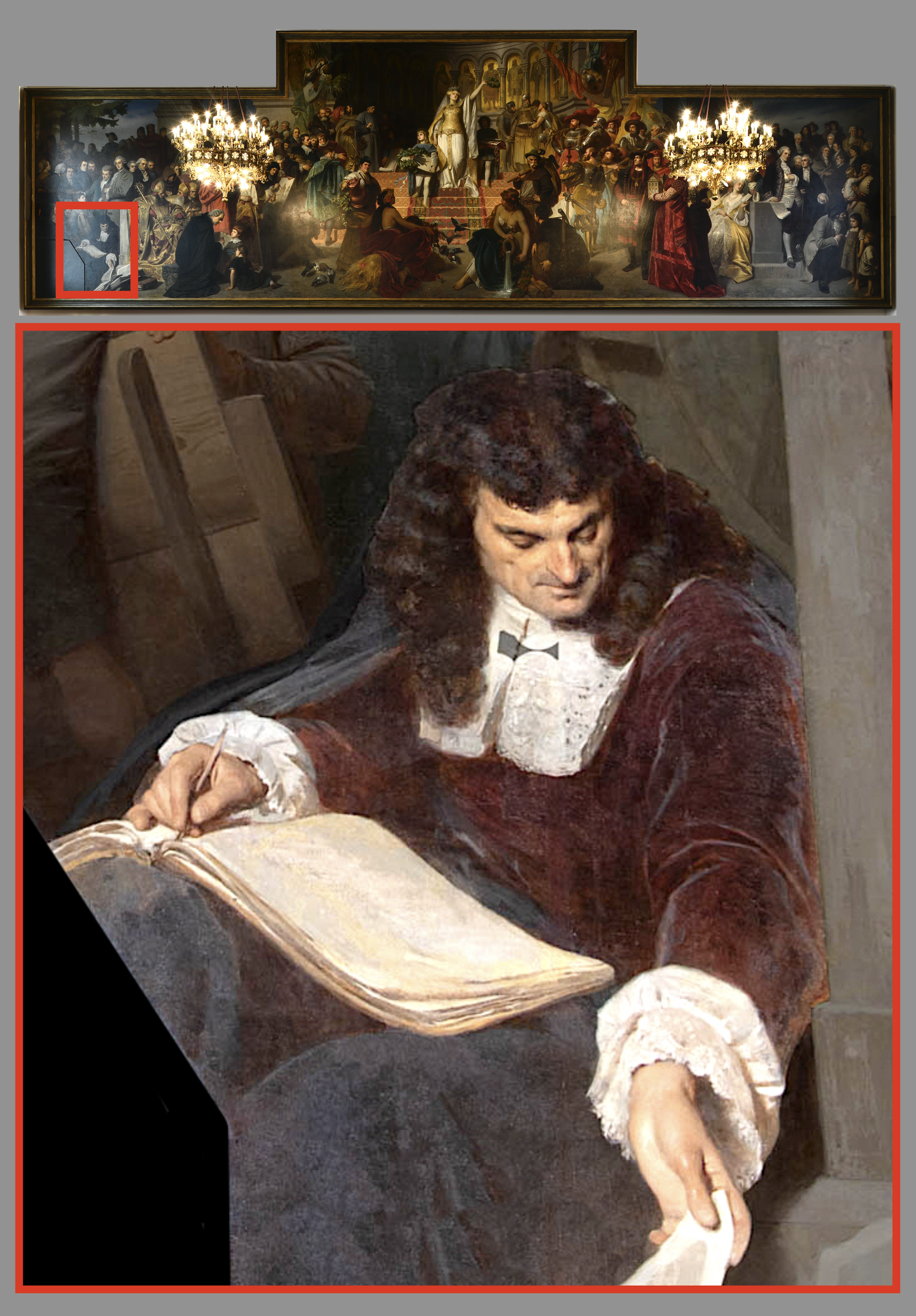
Ausschnitt (und Lage des Ausschnitts) aus dem Wandgemälde „Monachia“ von Karl Piloty. Der Ausschnitt zeigt Johann Adlzreiter ganz links unten in der Ecke in einem Buch schreibend.

Nach Johann Adlzreiter wurden Straßen in Rosenheim (Geburtsort), München (Sterbeort) und Ingolstadt (Wirkungsort) benannt:
- Die Adlzreiterstraße in Rosenheim hieß ursprünglich Botengasse, in der Johann Adlzreiter 1596 im Anwesen mit der Hausnummer 6 geboren wurde. Heute ziert eine Gedenktafel das Anwesen. Die Umbenennung zur Adlzreiterstraße fand 1882 statt. Lageplan[2][3]

- Adlzreiterstraße in München: Sie wurde 1886 im Stadtteil Am Schlachthof (Stadtbezirk 2 – Ludwigsvorstadt-Isarvorstadt) benannt. Lageplan[4][5]

- Adlzreiterstraße in Ingolstadt Lageplan[6]

## Adlzreiter im Wandgemälde Monachia
Welche Bedeutung Johann Adlzreiter in der Geschichte der Stadt München hatte, zeigt, dass er im Wandgemälde Monachia von Karl Piloty im Großen Ratssaal des Münchner Rathauses abgebildet wurde. Das Bild zeigt eine Szene mit 128 Münchner Persönlichkeiten. Er ist ganz links unten in der Ecke in einem Buch schreibend abgebildet.

## Schriften
- Antimanifesto electoralis Bavarici (1641)
- Assertio electoratus Bavarici contra Joan. Joach. a Rusdorf Vindicias Palatinas (1643)
- Die Annales bociae gentis „Jahrbücher des baierischen Volkes“ (1662) wurden unter seinem Namen veröffentlicht. Er lieferte als Archivar jedoch nur das Quellenmaterial. Eigentlicher Autor war der Jesuit Johannes Vervaux.